# Pinacoteca Nazionale di Bologna
Pinacoteca Nazionale di Bologna (pl. Pinakoteka Bolońska, Pinakoteka w Bolonii lub Pinakoteka Narodowa w Bolonii) – muzeum sztuki w Bolonii we Włoszech, mieszczące się w dawnym nowicjacie jezuickim Ignacego Loyoli. W tym samym budynku mieści się Akademia Sztuki. Muzeum gromadzi obrazy z okresu od XIII do XVIII wieku, głównie artystów związanych z miastem.

## Historia
Według włoskiego historyka sztuki Lugiego Crespiego, założycielem muzeum był kardynał Prospero Lambertini, późniejszy papież Benedykt XIV. Pierwotnie miało ono gromadzić zabytkowe obiekty wycofane z kultu, głównie ołtarze, które straciły swoją funkcję liturgiczną i zostały zakupione lub przeniesione z miejscowych kościołów. Pierwsze osiem XV-wiecznych ołtarzy, usuniętych z wnętrza podczas rozbiórki kościoła św. Magdaleny, nabył w roku 1762 prałat Francesco Zambeccari. W 1776 roku kolekcja wzbogaciła się o kilkanaście ołtarzy i XIII-wiecznych ikon bizantyjskich dzięki legacji pochodzącego z Wenecji filipina Urbana Savorgnana.
W 1796 dotychczasowe zbiory zostały połączone z pracami znajdującymi się w Akademii Sztuki. Powstała w ten sposób kolekcja ponad 1000 prac została ulokowana w klasztorze św. Vitalisa, a następnie w 1802 została przeniesiona do dawnego nowicjatu jezuickiego Ignacego Loyoli. Po wojnach napoleońskich w 1815 zrabowane dzieła powróciły do miasta. W 1826 roku powstał pierwszy katalog zbiorów autorstwa Gaetana Giordaniego. W 1875 roku galeria została otwarta dla publiczności

## Kolekcja
W muzeum znajdują się dzieła malarzy regionalnych oraz starych mistrzów sztuki włoskiej takich jak: Gaetano Gandolfi, Vitale da Bologna, Pseudo Jacopino di Francesco, Simone dei Crocifissi, Giovanni da Modena, Francesco Filippini, Giotto, Lippo di Dalmasio, Francesco del Cossa, Pietro Perugino, Raffaello oraz Parmigianino, Giorgio Vasari, Agostino Carracci